# Søren Rieks
Søren Krukow Rieks (* 7. April 1987 in Jerne) ist ein dänischer Fußballspieler. Derzeit steht er in Schweden beim Malmö FF unter Vertrag.

## Vereinskarriere
Rieks begann seine Karriere in der Jugend von Esbjerg fB, wo er lange Zeit eher unauffällig agierte. Er absolvierte alle Jugendmannschaften des Vereins und spielte daneben auch in der Hallenfußballmannschaft des Vereins, mit der er 2007 dänischer Hallenmeister wurde.
In der Spielzeit 2005/06 kam der zum damaligen Zeitpunkt gänzlich unbekannte Spieler überraschend zu seinem Profidebüt in der SAS-Liga. Erst in der darauffolgenden Spielzeit kam er zu weiteren Kurzeinsätzen, in denen er teilweise sein großes Talent aufblitzen ließ. Insgesamt absolvierte er elf Saisonspiele, den Großteil jedoch als Wechselspieler.
2007 folgte daraufhin eine Leistungsexplosion des Spielers, die für viel Aufsehen sorgte. In der Saisonvorbereitung hatte er sich einen Stammplatz als rechter Mittelfeldspieler in der Raute der Jütländer erkämpft und sorgte mit seiner Torgefährlichkeit für Furore. Am Saisonende war er mit sieben Saisontoren gleichauf mit Martin Vingaard und dem Schweden Njogu Demba-Nyrén bester Torschütze seines Vereins und sicherte damit Tabellenrang sieben. Über das Spieljahr hatte er sich zum unverzichtbaren Leistungsträger im Verein entwickelt und feierte auch auf internationaler Ebene sein Debüt in der dänischen U-21-Nationalmannschaft. Zuvor war er für keine Jugendnationalmannschaft seines Landes berücksichtigt worden. Als Krönung der Spielzeit zog er mit dem Verein ins dänische Cup-Finale ein, in dem man jedoch mit 2:3 gegen Brøndby IF unterlag. Rieks war bester Spieler seiner Mannschaft und erzielte beide Tore.
Es folgten die Abgänge wichtiger Leistungsträger wie Demba-Nyrén und Abwehrroutinier Igors Stepanovs, die der Verein nicht kompensieren konnte. Der für Stepanovs verpflichtete Schwede Alexander Östlund war fast die gesamte Spielzeit verletzt, der von Hannover geholte Gunnar Heidar Thorvaldsson blieb stark hinter den Erwartungen zurück. Zusätzlich verkaufte der Verein mit Niki Zimling auch noch den kongenialen Mittelfeldpartner von Rieks, wodurch sich fast alle Hoffnungen des Vereins auf ihn fokussierten. Trotz der großen Erwartungshaltung bestätigte Rieks seine starken Leistungen und avancierte zum Garant für den Klassenerhalt seiner Mannschaft. Mit Tabellenrang neun schaffte man souverän den Verbleib in der Liga.
Mit den Einkäufen des Niederländers Tim Janssen und dem ebenfalls hochtalentierten Peter Nymann zur Saison 2009/10 hatte Esbjerg auf Anhieb wieder eine schlagkräftige Truppe zusammen, die sich in der gesamten Hinrunde der Spielzeit im Titelkampf befand und auf Tabellenplatz drei mit einem Punkt Rückstand auf Odense BK überwinterte.
Ende Juli 2012 wechselte Rieks zum niederländischen Erstligisten NEC Nijmegen, wo er einen Dreijahresvertrag bis Ende Juni 2015 unterschrieb.
Im August 2014 wechselte er nach Schweden zum IFK Göteborg. Er gewann mit der Mannschaft den Schwedischen Fußballpokal in der Saison 2014/15.
Am 12. Januar 2018 gab der Ligakonkurrent Malmö FF Rieks' Verpflichtung bekannt. Mit diesem Verein wurde er 2020, 2021, 2023 und 2024 schwedischer Meister sowie 2022 und 2024 nationaler Pokalsieger.

## Nationalmannschaft
Rieks debütierte am 19. Januar 2007 im inoffiziellen Länderspiel gegen Malaysia in der dänischen U-21 Auswahl. Es folgten sieben offizielle und zwei weitere inoffizielle Länderspiele mit insgesamt einem Torerfolg.
Am 14. November 2009 debütierte er unter Trainer Morton Olsen im Freundschaftsspiel gegen Südkorea für Dänemark. Vier Tage später gelang ihm in seinem zweiten Länderspiel gegen die USA ein Tor zum zwischenzeitlichen 2:1 (Endstand 3:1).

## Erfolge
IFK Göteborg
- Schwedischer Pokalsieger: 2015

Malmö FF
- Schwedischer Meister: 2020, 2021
- Schwedischer Pokalsieger: 2022

Persönliche Erfolge
- Torschützenkönig in der 1. Division mit Esbjerg fB: 2012 (17 Tore)